# Освајачи олимпијских медаља у атлетици — троскок без залета за мушкарце
Освајачи олимпијских медаља у атлетици за мушкарце у дисциплини троскок без залета, која је на програму Летњих олимпијских игара била само два пута 1900. у Паризу и 1904. у Сент Луису, приказани су у следећој табели. Резултати су изказани у метрима.
| Олимпијске игре        | Злато        | Злато    | Сребро             | Сребро | Бронза            | Бронза |
| ---------------------- | ------------ | -------- | ------------------ | ------ | ----------------- | ------ |
| Париз 1900. детаљи     | Реј Јури САД | 10,58 ОР | Ирвинг Бакстер САД | 9.95   | Роберт Гарет САД  | 9,50   |
| Сент Луис 1904. детаљи | Реј Јури САД | 10,54    | Чарлс Кинг САД     | 10,16  | Џозеф Стадлер САД | 9,60   |

## Биланс медаља, троскок без залета
|    | Држава | Злато | Сребро | Бронза | Укупно |
| -- | ------ | ----- | ------ | ------ | ------ |
| 1. | САД    | 2     | 2      | 2      | 6      |